# Michael Conrad
Michael Conrad (New York, 16 oktober 1925 – Los Angeles, 22 november 1983) was een Amerikaans acteur die vooral bekend werd door zijn rol als Sgt. Phil Esterhaus in Hill Street Blues en waarvoor hij in 1981 en 1982 de Emmy Award voor 'Beste Mannelijke Bijrol' kreeg.
Conrad speelde ook vele bijrollen in films, waaronder de originele The Longest Yard uit 1974, met onder anderen Burt Reynolds.
Hij was van 27 januari 1974 tot aan zijn dood getrouwd met Sima Goldberg. Hij overleed aan kanker, vijf weken na zijn 58-ste verjaardag. Met zijn dood stierf ook zijn personage Phil Esterhaus in Hill Street Blues. Echter, Esterhaus stierf tijdens een vrijpartij.

## Filmografie
- Hill Street Blues televisieserie - Sgt. Phil Esterhaus (65 afl., 1981-1984)
- Disneyland televisieserie - Pinetop Purvis (Afl., Blackbeard's Ghost: Part 1 & 2, 1982)
- Fire on the Mountain (televisiefilm, 1981) - Col. Desalius
- Cattle Annie and Little Britches (1981) - Engineer
- The Incredible Hulk televisieserie - Emerson Fletcher (Afl., Interview with the Hulk, 1981)
- Las Mujeres de Jeremías (1981) - Spencer
- CHiPs televisieserie - Mr. Chambers (Afl., Drive, Lady, Drive: Part 2, 1979)
- CHiPs televisieserie - Karl Maddox (Afl., Bio-Rhythms, 1979)
- Disneyland televisieserie - Silas Rumford (Afl., Donovan's Kid: Part 1 & 2, 1979)
- Paris televisieserie - Sam Beecher (Afl., One More for Free, 1979)
- Time Express televisieserie - Rol onbekend (Afl., Garbage Man/Doctor's Wife, 1979)
- Barney Miller televisieserie - Col. Charles Dundee (Afl., Wojo's Girl: Part 1, 1979)
- Vega$ televisieserie - Albert Brown (Afl., The Eleventh Event, 1979)
- Donovan's Kid (televisiefilm, 1979) - Silas Rumford
- Bordello (televisiefilm, 1979) - Spencer Dalton
- Soap televisieserie - 'Boomer' David (Episode 2.7, 1978)
- The Waltons televisieserie - Matt Sarver (Afl., The Empty Nest, 1978)
- Charlie's Angels televisieserie - Ed Slocum (Afl., Angels in Vegas, 1978)
- How the West Was Won (Mini-serie, 1978) - Marshal Russell (Afl. 7-10)
- Hawaii Five-O televisieserie - Arthur (Afl., A Short Walk on the Longshore, 1978)
- Little House on the Prairie televisieserie - Broder (Afl., The Aftermath, 1977)
- Delvecchio televisieserie - Lt. Macavan (Afl., Licensed to Kill, 1977)
- Starsky and Hutch televisieserie - Capt. Mike Ferguson (Afl., Iron Mike, 1976)
- Harry and Walter Go to New York (1976) - Billy Gallagher
- Baby Blue Marine (1976) - Drill Instructor
- Bronk televisieserie - Rol onbekend (Afl., Deception, 1975)
- The Rockford Files televisieserie - George Macklan (Afl., The Deep Blue Sleep, 1975)
- Starsky and Hutch televisieserie - Cannell (Afl., Pilot, 1975)
- The Family Holvak televisieserie - Ham (Afl., The Long Way Home: Part 1 & 2, 1975)
- Gone with the West (1975) - Smithy
- The First 36 Hours of Dr. Durant (televisiefilm, 1975) - Graham
- S.W.A.T. televisieserie - Vince (Afl., The Steel-Plated Security Blanket, 1975)
- Delancey Street: The Crisis Within (televisiefilm, 1975) - Robert John Holtzman
- Emergency! televisieserie - Bob Stecker (Afl., Back-Up, 1975)
- Satan's Triangle (televisiefilm, 1975) - Lt. Cmdr. Pagnolini
- Emergency! televisieserie - Rol onbekend (Afl., Quicker Than the Eye, 1974)
- The Rangers (televisiefilm, 1974) - Frank
- Planet of the Apes televisieserie - Janor (Afl., The Tyrant, 1974)
- Lucas Tanner televisieserie - Mr. Farnsworth (Afl., Look the Other Way, 1974)
- The Longest Yard (1974) - Nate Scarboro
- W (1974) - Lt. Whitfield
- The Bob Newhart Show televisieserie - Mr. Trevesco (Afl., Backlash, 1973, A Matter of Principal, 1974)
- Emergency! televisieserie - Bob Hurley (Afl., The Old Engine, 1973)
- The F.B.I. televisieserie - Rol onbekend (Afl., Ransom, 1973)
- Mannix televisieserie - Dave (Afl., A World Without Sundays, 1973)
- The Third Girl from the Lef (televisiefilm, 1973) - Hugh
- Love, American Style televisieserie - Rossi (Afl., Love and the See-Through Mind, 1973)
- Scream Blacula Scream (1973) - Sheriff Dunlop
- Wheeler and Murdoch (televisiefilm, 1973) - Turk
- Search televisieserie - Sam Donner (Afl., The Twenty-four Carat Hit, 1973)
- Temperatures Rising televisieserie - Livingston (Afl., How to Cure a Doctor of Money, 1973)
- All in the Family televisieserie - Uncle Casimir Stivic (Afl., Flashback - Mike and Gloria's Wedding: Part 1 & 2, 1972)
- Thumb Tripping (1972) - Diesel
- Un flic (1972) - Louis Costa
- Alias Smith and Jones televisieserie - Mike McCloskey (Afl., Bushwack!, 1972)
- Mission: Impossible televisieserie - Ralph Davies (Afl., Tod-5, 1972)
- Hawaii Five-O televisieserie - Kira Johnson (Afl., Fools Die Twice, 1972)
- The Bold Ones: The Lawyers televisieserie - Ernie Mapes (Afl., The Letter of the Law, 1971)
- Ironside televisieserie - Tracy (Afl., License to Kill, 1971)
- The Todd Killings (1971) - Detective Shaw
- Head On (1971) - Mike
- Ironside televisieserie - Frank O'Neill (Afl., Warrior's Return, 1970)
- Mannix televisieserie - Rick (Afl., Once Upon a Saturday, 1970)
- The Immortal televisieserie - Monte Loomis (Afl., By Gift of Chance, 1970)
- The Silent Force televisieserie - Max Fredericks (Afl., Cry in Concrete, 1970)
- Monte Walsh (1970) - Dally Johnson
- The Virginian televisieserie - John (Afl., Nightmare, 1970)
- The Virginian televisieserie - Sam Marish (Afl., The Stranger, 1969)
- They Shoot Horses, Don't They? (1969) - Rollo
- Castle Keep (1969) - Sgt. DeVaca
- The Outcasts televisieserie - Sergeant McCracker (Afl., The Man from Bennington, 1968)
- It Takes a Thief televisieserie - Earl Danton (Afl., The Galloping Skin Game, 1968)
- Three Guns for Texas (1968) - Willy G. Tinney
- Blackbeard's Ghost (1968) - Pinetop Purvis
- Sol Madrid (1968) - Scarpi
- Lost in Space televisieserie - Creech (Afl., Fugitives in Space, 1968)
- Cowboy in Africa televisieserie - Jorge (Afl., African Rodeo: Part 1 & 2, 1968)
- Felony Squad televisieserie - Zachary (Afl., An Arrangement with Death: Part 1 & 2, 1967)
- Garrison's Gorillas televisieserie - Samson (Afl., The Deadly Masquerade, 1967)
- The Fugitive televisieserie - Hogan (Afl., Approach with Care, 1966)
- That Girl televisieserie - Mr. Johnson (Afl., Little Auction Annie, 1966)
- Gunsmoke televisieserie - Paul Douglas (Afl., Gunfighter: R.I.P., 1966)
- Gunsmoke televisieserie - Cash McLean (Afl., The Raid: Part 1 & 2, 1966)
- Bob Hope Presents the Chrysler Theatre televisieserie - McWhorter (Afl., Time of Flight, 1966)
- Felony Squad televisieserie - Steve (Afl., The Terror Trap, 1966)
- I Spy televisieserie - Dinat (Afl., So Coldly Sweet, 1966)
- Bonanza televisieserie - Hank Kelly (Afl., The Fighters, 1966)
- Laredo televisieserie - Willie G. Tinney (Afl., No Bugles, One Drum, 1966)
- My Favorite Martian televisieserie - A.C. (Afl., Martin's Revoltin' Development, 1966)
- The F.B.I. televisieserie - Paul Hogan (Afl., The Man Who Went Mad by Mistake, 1966)
- Gomer Pyle, U.S.M.C. televisieserie - Sergeant Arthur Henchley (Afl., Gomer and the Beast, 1966)
- I Spy televisieserie - Morton (Afl., Carry Me Back to Old Tsing-Tao, 1965)
- The Dick Van Dyke Show televisieserie - Bernie Stern (Afl., Body and Sol, 1965)
- The Dick Van Dyke Show televisieserie - Mack (Afl., The Ugliest Dog in the World, 1965)
- The War Lord (1965) - Rainault
- Daniel Boone televisieserie - Sharben (Afl., My Name Is Rawls, 1965)
- Rawhide televisieserie - Jerry Munson (Afl., Prairie Fire, 1965)
- Gunsmoke televisieserie - Dick Corwin (Afl., Hung High, 1964)
- Flipper televisieserie - Conlon (Afl., Not Necessarily Gospel, 1964)
- The Twilight Zone televisieserie - Deputy Sheriff (Afl., Black Leather Jackets, 1964)
- Ben Casey televisieserie - Rocky Courtney (Afl., One Nation Indivisible, 1964)
- Wagon Train televisieserie - Luke Moss (Afl., The Sandra Cummings Story, 1963)
- Perry Mason televisieserie - Felton Grimes (Afl., The Case of the Bigamous Spouse, 1963)
- The Defenders televisieserie - Herb Jaffee (Afl., Judgment Eve, 1963)
- The Nurses televisieserie - Russo (Afl., The Perfect Nurse, 1963)
- Requiem for a Heavyweight (1962) - Ma Greeny's thug
- The Defenders televisieserie - Kry Hoskl (Afl., The Benefactor, 1962)
- Way Out televisieserie - Nightime Paul (Afl., Dissolve to Black, 1961)
- Naked City televisieserie - Pierce (Afl., The Man Who Bit a Diamond in Half, 1960)
- Naked City televisieserie - Hartog (Afl., Fire Island, 1959)
- Brenner televisieserie - Rol onbekend (Afl., False Witness, 1959)
- The Mugger (1958) - Guy Throwing Craps
- Harbourmaster televisieserie - Rol onbekend (Afl., Speargun, 1957)
- The Philco Television Playhouse televisieserie - Rol onbekend (Afl., The Death of Billy the Kid, 1955)

- Biblioteca Nacional de España: XX1506503
- Gemeinsame Normdatei: 1169259251
- International Standard Name Identifier: 0000 0003 8275 4844
- Library of Congress Control Number: n83039904
- Nationale Bibliotheek van Israël: 987007343170005171
- Istituto Centrale per il Catalogo Unico: UBOV075055
- Virtual International Authority File: 266788063
- WorldCat: E39PBJhRGPTgH8DFHvdqb8pQMP